# Candyman
Candyman — сингл британського пост-панк-гурту Siouxsie and the Banshees який вийшов 28 лютого 1986, року на лейблі Polydor Records, і досягнув 34-го місця в UK Singles Chart